# Hoplotarache nubila
Hoplotarache nubila là một loài bướm đêm trong họ Noctuidae.